# Stemmops vicosa
Stemmops vicosa är en spindelart som beskrevs av Claude Lévi 1964. Stemmops vicosa ingår i släktet Stemmops och familjen klotspindlar. Inga underarter finns listade i Catalogue of Life.